# 弗爾科利內茨
弗爾科利內茨（Vlkolínec）是位於斯洛伐克日利納州魯容貝羅克的市內街區之一，保存有中世紀時期使用傳統工法修建的建築群，於1993年被聯合國教科文組織登錄入世界文化遺產。雖然也有其他數座實際有人居住的村莊被登錄為世界文化遺產，然而弗爾科利內茨是這些村莊中規模最小的。

## 外部連結
- . UNESCO World Heritage Centre.   [2009-06-29]. （原始内容存档于2017-07-11）.